# Притан
Прита́н (дав.-гр. πρύτανις) — у Стародавній Греції найвища або одна з найвищих посад у місті-державі. Притани зазвичай засідали в спеціальних будівлях — пританейонах (іноді пританій, пританеум).
Слово має негрецьке походження і, швидше за все, було запозичене з однієї з анатолійських мов для позначення посади, утвореної після скасування царської влади. Взагалі означає начальник, старшина, особливо голова колегії. У деяких містах ім'ям притана позначався рік, в якій він здійснював свої повноваження.

## Коринф
У Коринфі часів Бакхіадів притан мав необмежену владу, але обмежений термін перебування на посаді — один рік.

## Стародавні Афіни
В Афінах до Солона пританами, називали архонтів, які за повноваженнями спочатку нагадували коринфських пританів. Пізніше пританами називалися члени державної Ради п'ятисот, або Буле. Існували також притани навкрарії (див. Навкрарія).
Оскільки весь афінський Буле за своєї численості не міг засідати постійно, а керівництво поточними справами, довіреними Раді, вимагало постійної присутності осіб, до яких можна було б звертатися з такими справами, одна десята частина членів ради (а саме всі булевти з однієї філи) повинні були чергувати в продовженні десятої частини року, на підставі черги, встановлюваної жеребом. Кожна така частина року називалася пританією і тривала у звичайні роки 35-36 днів, а у високосні — по 38-39 днів. З часу збільшення числа філ до 12 пританії почали збігатися з місяцями. Чергові члени ради називалися пританами.
Притани в Афінах керували поточними справами, вислуховували і посилали вісників і послів, в межах міста були наділені поліцейською владою, скликали Буле і Народні Збори, готували для них програми засідань. Будівля, де засідали притани і де вони харчувались за рахунок держави, називалася «екос» (грец. εκιός) або «толос» (грец. θολος). Місце засідань пританів називалося також пританією, або Пританейоном. У пританії засідав і архонт-епонім. Тут же пропонувалося від держави частування іноземним послам і гостям, а також у вигляді нагороди видавалася платня деяким особам, які надали послуги державі.
Головою пританів був епістат пританів, що обирався з їхнього середовища жеребом на добу. Він зберігав ключі від державної скарбниці і від архіву та печатки. Він же у 5 столітті до н. е. головував у Раді та в Народних Зборах — в 4 столітті до н. е. ці обов'язки перейшли до епістата проедрів.